# Formica dlusskyi
Formica dlusskyi é uma espécie de formiga do gênero Formica, pertencente à subfamília Formicinae.